# The Wiz (nhạc phim)
The Wiz: Original Motion Picture Soundtrack là album nhạc phim của bộ phim năm 1978 dựa trên vở nhạc kịch Broadway The Wiz.Nhạc phim chủ yếu được trình bày bởi các diễn viên trong phim như: Diana Ross, Michael Jackson, Nipsey Russell, Ted Ross, Mabel King, Theresa Merritt, Thelma Carpenter, và Lena Horne.
Việc lựa chọn nhạc phim được theo dõi tạo ra từ nhạc kịch Broadway nguyên bản năm 1975 bởi Charlie Smalls và Luther Vandross, cũng như bài hát mới bằng văn bản cho bộ phim bởi Quincy Jones, Nickolas Ashford và Valerie Simpson, và Anthony Jackson.Nhạc phim này đánh dấu sự hợp tác đầu tiên giữa Jones với Jackson.Và từ đó, Jones sẽ đã cùng hợp tác với Michael Jackson vào sản xuất album solo hit của anh Off The Wall, Thriller và Bad.

## Danh sách track

### Đĩa 1, mặt 1
1. "Main Title (Overture, Part One)" (instrumental)
2. "Overture (Part Two)" (instrumental)
3. "The Feeling That We Have" - Theresa Merritt and Chorus
4. "Can I Go On?" (Quincy Jones, Nickolas Ashford and Valerie Simpson) - Diana Ross
5. "Glinda's Theme" (instrumental)
6. "He's The Wizard" - Thelma Carpenter and Chorus
7. "Soon As I Get Home"/"Home" - Diana Ross

### Đĩa 1, mặt 2
1. "You Can't Win" - Michael Jackson
2. "Ease On Down The Road #1" - Diana Ross and Michael Jackson
3. "What Would I Do If I Could Feel?" - Nipsey Russell
4. "Slide Some Oil to Me" - Nipsey Russell
5. "Ease On Down The Road #2" - Diana Ross, Michael Jackson, and Nipsey Russell
6. "I'm A Mean Ole Lion" - Ted Ross
7. "Ease On Down The Road #3" - Diana Ross, Michael Jackson, Nipsey Russell, and Ted Ross
8. "Poppy Girls" (Anthony Jackson) (instrumental)

### Đĩa 2, mặt 1
1. "Be a Lion" - Diana Ross, Michael Jackson, Nipsey Russell, and Ted Ross
2. "End Of The Yellow Brick Road" (instrumental)
3. "Emerald City Sequence" (music: Jones, lyrics: Smalls) - Chorus
4. "So You Wanted to See the Wizard" - Richard Pryor (spoken dialogue)
5. "Is This What Feeling Gets? (Dorothy's Theme)" (music: Jones, lyrics: Ashford & Simpson) - Diana Ross
6. "Don't Nobody Bring Me No Bad News" - Mabel King and Chorus
7. "A Brand New Day" (Luther Vandross) - Diana Ross, Michael Jackson, Nipsey Russell, Ted Ross, and Chorus

### Đĩa 2, mặt 2
1. "Believe In Yourself (Dorothy)" - Diana Ross
2. "The Good Witch Glinda" (instrumental)
3. "Believe In Yourself (Reprise)" - Lena Horne
4. "Home" - Diana Ross

- Tất cả các ca khúc đều do Charlie Smalls sáng tác, trừ các chú thích.

## Bảng xếp hạng

### Album
| Bảng xếp hạng (1978/1979)         | Vị trí cao nhất |
| --------------------------------- | --------------- |
| U.S. Billboard 200                | 40              |
| U.S. Billboard Black Albums Chart | 33              |

### Đĩa đơn
| Tựa đề                  | Bảng xếp hạng (1978/1979)       | Vị trí cao nhất |
| ----------------------- | ------------------------------- | --------------- |
| "Ease on Down the Road" | U.S. Billboard Hot 100          | 41              |
| "Ease on Down the Road" | U.S. Billboard Hot Soul Singles | 17              |
| "You Can't Win"         | U.S. Billboard Hot 100          | 81              |
| "You Can't Win"         | U.S. Billboard Hot Soul Singles | 42              |